# Rhyacophila vaccua
Rhyacophila vaccua là một loài Trichoptera trong họ Rhyacophilidae. Chúng phân bố ở miền Tân bắc.